# 坂上站
坂上站（日语：／ Sakakami eki */?）是位於岐阜縣飛驒市宮川町林，屬於東海旅客鐵道（JR東海）的高山本線車站。

## 概要
此站位於飛驒市的宮川地區，並且在飛驒市成立前坐落在吉城郡宮川村的中心，當時村公所鄰近此站。站名取自宮川村的前身坂上村。
此站只有普通列車停靠，於高山本線上行走特急「飛驒」則會通過此站。在普通列車中，上下行每1小時至3小時1班。而從高山站出發的尾班下行列車以此站為終點站。
此站在1933年（昭和8年）啟用，在當時為日本國有鐵道飛越線的終點站，並於翌年變為高山本線的中間車站。後來隨著國鐵分割民營化由JR東海繼承至今。
此站鄰近宗教團體世界聖誠會總部。在2004年（平成16年）10月此站不能通行前，活動開始前部分特急「飛驒」會臨時停站。在2007年（平成19年）9月重開後不會臨時停站。

## 歷史
- 1933年11月12日: 國有鐵道飛越線杉原站至此站之間開通，此站啟用。為旅客和貨物車站[4][5]。
- 1934年10月25日: 飛驒小坂站至此站之間開通。岐阜站至富山站全線開通，整段並改名為高山本線。
- 1969年8月1日：結束貨物起卸業務[5]。
- 1984年2月1日：結束行李起卸業務[5]。
- 1985年6月1日：降成為無人車站。
- 1987年4月1日：隨國鐵分割民營化，車站由東海旅客鐵道（JR東海）營運。
- 1996年11月：翻新站房[1]。
- 2002年：被選為第4次「中部車站百選」。
- 2004年10月22日：受到颱風蝎虎吹襲影響，包括此站在內飛驒古川站至豬谷站之間不能通行。
- 2007年9月8日：角川站至豬谷站之間重開，整段區間重開。

## 車站構造
本站是地面車站，設有2面3線混合式月台，可進行列車交會。車站北邊為單式月台（1號月台），南邊為島式月台（2號與3號月台）。島式月台南邊設有側線，其終端則設有車庫，並停泊維護路軌用的車輛。各月台之間過跨線橋連接

### 月台
| 月台 | 路線     | 上下行 | 方向           |
| ---- | -------- | ------ | -------------- |
| 1    | 高山本線 | 下行   | 富山方向       |
| 2・3 | 高山本線 | 上行   | 高山、下呂方向 |

站房位於北邊單式月台（1號月台）側，為一座2層高的山小屋風鋼架建築物。此站是由高山站管理的無人車站，不可在此站購買乘車票。

## 車站周邊
宮川流經車站西邊和北邊。高山本線是沿宮川旁敷設。車站與河川之間有一段距離。在車站與河川之間的地區內設有飛驒市宮川振興事務所（舊・宮川村公所）、市立宮川小學、市立宮川中學、坂上郵局、JA飛驒宮川分店等設施。
前站連接岐阜縣道481號，該縣道延伸至宮川附近可連接國道360號。

## 相鄰車站
東海旅客鐵道（JR東海）
 高山本線
角川－坂上－打保

## 注腳
1. 1 2 3  . 交通新聞 (交通新聞社). 1996-12-03: 3 （日语）.
2. ↑  JR東海移動等便利化取組報告書
3. ↑  《JR時刻表》（編集、發行　弘濟出版社）2004年3月號，p.114（特急「飛驒」的時間表）中記載了 6月3日「飛驒12號」臨時停站。在重開後，坂上站時間表不再設有臨時停站列車停靠。
4. ↑  日本《官報》第2054號「鐵道省告示第514號」，1933年11月4日：第65頁。
5. 1 2 3  《停車場変遷大事典 国鉄・JR編》2，JTB，1998年，167頁。
6. 1 2  採用車站時間表的方向資訊。詳情參見JR東海官方網站的各站時間表 （页面存档备份，存于）（截至2015年1月）。
7. ↑  東海旅客鉄道 《東海旅客鉄道20年史》，2007年，732、733頁。